# Microrregión de Blumenau
La microrregión de Blumenau es una de las microrregiones del estado brasileño de Santa Catarina perteneciente a la mesorregión Valle del Itajaí. Su población de acuerdo con el censo de 2010 por el IBGE es de 677.553 habitantes y está dividida en quince municipios. Posee un área total de 4.752,975 km².

## Municipios
- Apiúna
- Ascurra
- Benedito Novo
- Blumenau
- Botuverá
- Brusque
- Doutor Pedrinho
- Gaspar
- Guabiruba
- Indaial
- Luiz Alves
- Pomerode
- Rio dos Cedros
- Rodeio
- Timbó

- Datos: Q2597826